# 新・兵隊やくざ
『新・兵隊やくざ』（しん へいたいやくざ）は、1966年1月3日公開の日本映画。製作は大映。

## キャスト
- 大宮貴三郎：勝新太郎
- 有田上等兵：田村高廣
- 桃子：瑳峨三智子
- 青柳憲兵伍長：成田三樹夫
- 鬼頭中尉：北城寿太郎
- 堀内大尉：見明凡太朗
- 豊後一等兵：藤岡琢也
- 女郎屋“竜宮”の主人・根上：遠藤辰雄
- 山本憲兵隊長：神田隆
- 上州一等兵：玉川良一
- 高倉小尉：村上不二夫
- 木崎軍曹(鬼頭中隊)：橋本力
- 根上の用心棒：高田宗彦
- 憲兵：夏木章
- 女郎・よし子：紺野ユカ
- 女郎・紅子：緋桜陽子
- 女郎・朱実：真城千都世
- 女郎・花子：田中三津子
- 竜宮のやり手婆あ：町田博子
- 中国人男性：伊達正
- 中国人男性：佐々木正時
- 山本の部下：九段吾郎
- 山本の部下：後藤武彦
- 憲兵の部下：森田健二
- 第三分隊の兵士：佐山真次
- 第三分隊の兵士：荒木康夫
- 第三分隊の兵士：三夏伸
- 根上の用心棒：井上大吾
- 劇団ひまわり

## スタッフ
- 監督：田中徳三
- 企画：久保寺生郎
- 原作：有馬頼義
- 脚本：舟橋和郎
- 撮影：中川芳久
- 録音：三枝康徐
- 照明：伊藤幸雄
- 美術：下河原友雄
- 音楽：鏑木創
- 編集：中静達治
- 装置：山本佐一郎
- 助監督：岡崎明
- 制作主任：渡辺俊策

## 併作上映
- 『若親分喧嘩状』: 池広一夫監督作品